# D.o.o.
d.o.o. (auch doo.) ist die Kurzbezeichnung für die Unternehmensform Gesellschaft mit beschränkter Haftung in mehreren Staaten Südosteuropas, die 1988 in Jugoslawien eingeführt wurde. Sie wird in den Nachfolgestaaten unter veränderten Bedingungen weitergeführt.

## Bedeutung der Abkürzung
Die Abkürzung wird so ausgeschrieben:
- Bosnien und Herzegowina: Društvo s ograničenom odgovornošću
- Kroatien: Društvo s ograničenom odgovornošću
- Montenegro: Društvo s ograničenom odgovornošću
- Nordmazedonien: Društvo so ograničena odgovornost
- Serbien: Društvo s ograničenom odgovornošću
- Slowenien: Družba z omejeno odgovornostjo

Die Bedeutung entspricht jeweils wörtlich dem deutschen Begriff Gesellschaft mit beschränkter Haftung.

## Geschichte
Die Einführung der d.o.o. erfolgte durch das zakon o poduzećima (Gesetz über die Unternehmen), welches das jugoslawische Bundesparlament am 29. Dezember 1988 verabschiedete. Mit dem Gesetz sollten unter anderem ausländische Investitionen in Jugoslawien (die es bereits seit 1967 gegeben hatte) erleichtert werden, indem verschiedene Formen von Privatunternehmen (die also nicht den Regeln der Arbeiterselbstverwaltung unterlagen) geschaffen wurden, darunter die Aktiengesellschaft (d.d.) und die GmbH (d.o.o.). Eine Mitbestimmung der Arbeitnehmer war vorgeschrieben. Zur d.o.o. wurde nur ein grobes Gerüst geregelt, die Details mussten im jeweiligen Gründungsdokument festgelegt werden.
Dieses Gesetz hatte in den Nachfolgestaaten Jugoslawiens bis zur Verabschiedung von neugefassten Gesetzen Bestand, die allesamt detailliertere Regelungen enthalten. Die neuen Regelungen zur d.o.o wurden durch folgende Gesetze festgelegt:
- Slowenien: Zakon o gospodarskih družbah (Gesetz über die Wirtschaftsgesellschaften, 1993, seither mehrfach geändert)[1]
- Kroatien: Zakon o trgovačkim društvima (Gesetz über die Handelsgesellschaften, verabschiedet 1993, in Kraft getreten zum 1. Januar 1995)[2]
- Bundesrepublik Jugoslawien: Zakon o preduzećima (Gesetz über die Unternehmen, 1996)

### Jugoslawien
- Monika Beckmann-Petey: Neues Gesellschafts- und Investitionsrecht in Jugoslawien. In: Recht der internationalen Wirtschaft. Jg. 35.1989, S. 271–278.
- Stefan Pürner: Die GmbH als neugeschaffene Form ausländischer Investition in Jugoslawien. Vorbedingungen, gesetzliche Regelungen, rechtliche Probleme; ein Beitrag zur wirtschaftlichen Ost-West-Zusammenarbeit in der Umbruchphase. Dissertation Universität Regensburg 1991.

### Bosnien und Herzegowina
- Stefan Pürner: Rechtliche Rahmenbedingungen einer GmbH-Gründung mit Auslandsbeteiligung in Bosnien und Herzegowina. In: Internationales Steuerrecht. Jg. 6.1997, Heft 3, S. 92–95, ISSN 0942-6744.

### Kroatien
- Stefan Pürner: GmbH-Recht in Kroatien. In: Recht der internationalen Wirtschaft. Jg. 44, 1998, Heft 9, S. 700–706, ISSN 0340-7926.

### Serbien
- Stefan Pürner: GmbH-Gründung mit ausländischer Beteiligung in der Bundesrepublik Jugoslawien. In: WiRO (Wirtschaft und Recht in Osteuropa). 10/2001, Heft 2, S. 42–47, ISSN 0941-6293.
- Predrag Maksimović: Der Kapitalschutz im europäischen, serbischen und deutschen Recht der Gesellschaft mit beschränkter Haftung. 2007, ISBN 978-3-631-56601-5, (Dissertation Universität Freiburg).
- Wolfgang Tiede, Christoph Ryczewski: Einführung in das Recht zur Gesellschaft mit beschränkter Haftung in der Republik Serbien – von der Gründung bis zur Liquidation einer GmbH. in WiRO (Wirtschaft und Recht in Osteuropa). Heft 5, 2012, S. 140–145.

### Slowenien
- Stefan Pürner: Rechtliche Rahmenbedingungen einer GmbH-Gründung mit Auslandsbeteiligung in der Republik Slowenien. In: Internationales Steuerrecht. Jg. 6.1997, Heft 15, S. 471 ff., ISSN 0942-6744.
- Susanne Kalss (Hrsg.): Satzungsgestaltung in der GmbH – Möglichkeiten und Grenzen: Österreich, Italien und Slowenien. 2005, ISBN 3-7073-0865-0.
- Marijan Kocbek, Saša Prelič (Hrsg.): Zakon o gospodarskih družbah z novelo ZGD-1C z uvodnimi pojasnili. 2009, ISBN 978-961-247-110-1.